# Hugues II de Chaumont
Hugues II de Chaumont était un seigneur français du Moyen Âge. Seigneur de Chaumont (Haute-Marne) (v.1126).